# O Channel
O Channel – indonezyjska stacja telewizyjna o charakterze rozrywkowym, należąca do Elang Mahkota Teknologi. Została uruchomiona w 2004 roku.